# Nyck de Vries
Nyck de Vries, född den 6 februari 1995 i Sneek, är en nederländsk racerförare som senast körde för AlphaTauri i Formel 1 under säsongen 2023. Han har tidigare blivit mästare i klasserna Formel E (2020/21) och Formel 2 (2019) samt varit reservförare för Formel 1-stallet Mercedes.

## Karriär
de Vries tävlade i Formula Renault 2.0 Eurocup och Formula Renault 2.0 Alps mellan 2012 och 2014, och vann båda serierna under sista året. Under 2015 kom han på tredje plats i Formula Renault 3.5 Series för DAMS. 2016 körde han GP3 för ART och 2017 tog han steget till F2 där han stannade tills han vann mästerskapet 2019. Han började säsongen 2017 med Rapax men bytte inför tävlingen på Spa till Racing Engineering, där han blev stallkamrat med Gustav Malja. 2018 körde han för Prema och 2019 för ART.

### Formel 1
de Vries gjorde debut i Formel 1 i Italiens Grand Prix 2022 där han ersatte Alexander Albon i Williams. I loppet kom han på nionde plats och tog därmed sina första VM-poäng. Han blev även utsedd till Driver of the day.

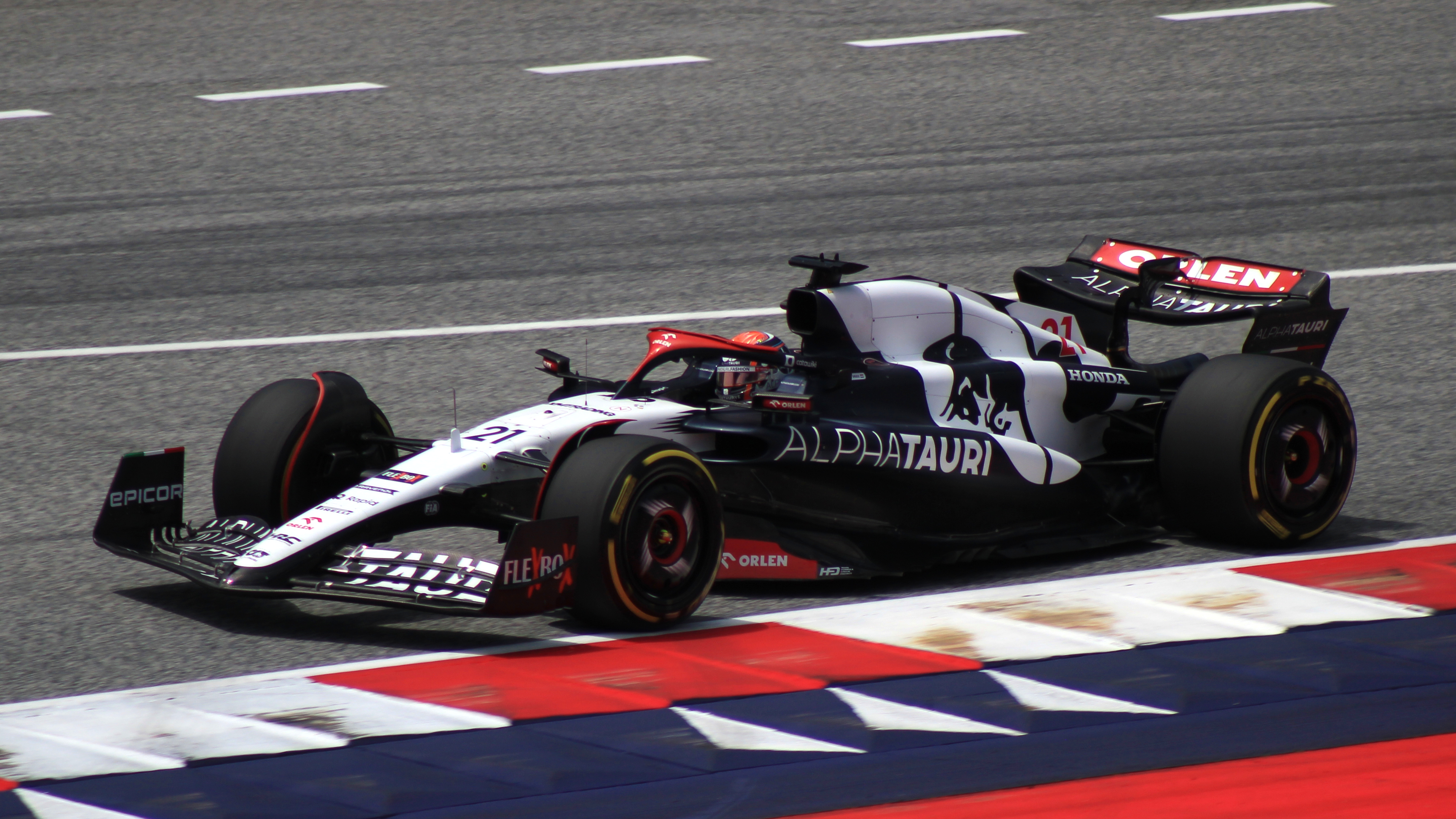
de Vries vid Österrikes Grand Prix 2023.

de Vries blev den 8 oktober 2022 klar för Scuderia Alpha Tauri inför säsongen 2023, där han ersatte Pierre Gasly som skrivit kontrakt med Alpine. de Vries kom på 14:e plats i Bahrains Grand Prix och Saudiarabiens Grand Prix. I en omstart av Australiens Grand Prix tvingades han bryta efter en kollision med Logan Sargeant, men klassificierades som 15:e bil. I Azerbajdzjans Grand Prix kvalade han in på 20:e plats och bröt sedan racet efter en krasch.
Följande Storbritanniens Grand Prix 2023 meddelade Scuderia Alpha Tauri att de Vries ersätts av Daniel Ricciardo från och med Ungerns Grand Prix. Innan han ersattes blev de Vries öppet kritiserad för sina underprestationer, bland annat av Red Bulls rådgivare Helmut Marko. Beslutet att ersätta de Vries efter halva dennes rookiesäsong kritiserades av flertalet förare.

## Formel 1-karriär
| Säsong            | Stall/Tillverkare | Placering         | Lopp | Poäng | Etta | Tvåa | Trea | Pole | Varv |
| ----------------- | ----------------- | ----------------- | ---- | ----- | ---- | ---- | ---- | ---- | ---- |
| 2022              | Williams-Mercedes | 21                | 1    | 2     | 0    | 0    | 0    | 0    | 0    |
| 2023              | Alpha Tauri-RBPT  | 22                | 10   | 0     | 0    | 0    | 0    | 0    | 0    |
| Sammanlagt (2023) | Sammanlagt (2023) | Sammanlagt (2023) | 11   | 2     | 0    | 0    | 0    | 0    | 0    |